# Метрологічна вулиця (Київ)
Метрологі́чна ву́лиця — вулиця в Голосіївському районі міста Києва, місцевість Феофанія. Пролягає від вулиці Академіка Заболотного до с. Хотів.
Прилучаються вулиці Академіка Лебедєва та Січнева.

## Історія
Вулиця виникла в середині XX століття вздовж шляху на Хотів. Спочатку мала назви 349-та Нова вулиця, з 1944 року — Хотівська вулиця або Хотівська дорога (назву Хотівська дорога № 1 мала нинішня вулиця Академіка Заболотного). Сучасна назва — з 1968 року, від розташованого на ній Українського центру метрології та стандартизації (нині — ДП «Укрметртестстандарт»).

## Установи та заклади
- Відділення зв'язку № 143 (буд. № 14-А).
- Інститут агроекології і природокористування (буд. № 12).
- Інститут теоретичної фізики імені М. М. Боголюбова НАН України (буд. № 14-Б).
- Гуртожиток № 1 НАН України (буд. № 1).
- ДП «Укрметртестстандарт» (буд. № 4).